# Elbert B. Smith
Elbert Benjamin Smith (* 1921 in Benham; † 30. April 2013 in Harwood) war ein US-amerikanischer Historiker, der sich mit der Ära des Antebellum beschäftigte. Sein bedeutendstes Buch war The Presidencies of Zachary Taylor and Millard Fillmore, welches eine positivere Interpretation von Zachary Taylor und von Millard Fillmore bietet.

## Leben
Smith war Schüler am Maryville College, welchen er 1940 abschloss. Darauf diente er im Zweiten Weltkrieg in der United States Navy. Er erhielt seinen Master 1947 und promovierte 1949 von der University of Chicago. Er lehrte bei der Youngstown State University, Iowa State University, University of Wisconsin, und seit 1968 bei der University of Maryland. Er emeritierte 1990.
Smith kandidierte 1962 und 1966 als Senator für Iowa für die Demokratische Partei, verlor jedoch gegen die republikanischen Amtsinhaber Bourke B. Hickenlooper und Jack Miller. 1964 war er Wahlkampfleiter in Iowa für den demokratischen Präsidentschaftskandidaten Lyndon B. Johnson. Tom Harkin, sein Student und später demokratischer Senator von Iowa, gibt Smith als einer seiner Inspirationen an. Von 1954 bis 1955 war er Fulbright Scholar of American History and International Relations in Japan bei der Ochanomizu University und der University of Tokyo. 1976 war er erneut Fulbright Scholar bei der Lomonossow-Universität Moskau, wo er sich für die Entspannungspolitik einsetzte. 1991 lehrte er erneut bei der Universität Leningrad. 1983 und 1988 lehrte im Zuge eines Austauschprogramms bei der Peking University, wo er sich für bessere Beziehungen mit der Volksrepublik China einsetzte. Der demokratische Präsident Jimmy Carter ernannte ihn zum U.S. Board of Foreign Scholarships, welches den Fulbright-Programm verwaltet. Später wurde er Präsident der Fulbright Association.
Seine Frau war Jean Smith († 2002), mit der er vier Söhne und eine Tochter hatte.

## Werk
Smiths 1958, dem 100. Todesjahr von Thomas Hart Benton, veröffentlichte Magnificent Missourian: The Life of Thomas Hart Benton ist eine Biografie von Thomas Hart Benton, einem bedeutenden Senator aus Missouri während der Zeit der Antebellum, welcher jedoch von Zeitgenossen wie Henry Clay, Daniel Webster und John C. Calhoun überschattet wurde. Perry McCandless beschreibt das Buch zwar als ein wertvolles Werk zur Literatur über Benton, allerdings sei es zu kurz für eine vollständige Darstellung der komplizierte Figur. So würde seine Verwicklung in der Politik seines Heimatstaates kaum beschrieben werden. Vincent P. de Santis schätzt Benton zwar negativer als Smith, doch verdient Smith trotzdem Lob für die gut angefertigte Zusammenfassung. Sowohl Lewis Atherton als auch John A. Munroe notieren, dass das 1956 veröffentlichte Old Bullion Benton von William N. Chambers, eine weitere Biografie über Benton, detaillierter ist.
Teil der The Chicago History of American Civilization, welche versucht, für den nichtakademischen Leser prägnante und leicht verständliche Beschreibungen von amerikanischer Geschichte zu bieten, ist The Death of Slavery: The United States, 1837–65. Smith positioniert sich moderat in historischen Interpretationen, doch sieht er Sklaverei als ein moralisches Thema. Joseph A. Boromé bezeichnet das Ziel der Chicago History als erreicht. Auch Benjamin Quarles lobt das Werk. David L. Smiley bewertet insbesondere die Zusammenfassung, welche keine bedeutenden Teile ausließe, positiv.
Zwei seiner Bücher, The Presidency of James Buchanan und The Presidencies of Zachary Taylor and Millard Fillmore, sind Teil der American Presidency Series. Smith bewertet Buchanan wie viele Historiker als schlechten Präsidenten, doch schließt er sich nicht der Wertung von Buchanan als schwach und unentschieden, einem Werkzeug vom Süden, an. Stattdessen soll Buchanan eine pro-südliche Politik implementiert haben, da er von ihr überzeugt war. In The Presidencies of Zachary Taylor and Millard Fillmore bietet Smith hingegen eine neue, positive Interpretation der dargestellten Präsidentschaften, welche bisher negativ dargestellt wurden. Taylor hätte die Fähigkeit besessen, seine eigene Partei zu organisieren, doch bot er keine Führung für den Kongress. Für seine starke Führung während der Aufnahme von New Mexico in die Union wird er von Smith gelobt. Auch spekuliert er, dass Taylor den Kompromiss von 1850, den er zu Lebzeiten noch blockierte, möglicherweise angenommen hätte. Fillmores Präsidentschaft sei auch, anders als viele Historiker argumentierten, kein großer Bruch mit Taylors Präsidentschaft. Sowohl Taylor als auch Fillmore seien zwar keine großartigen Präsidenten, doch seien sie gute Präsidenten. Joseph George, Jr. bezeichnet The Presidency of James Buchanan als exzellente Darstellung von Buchanans Präsidentschaft. Kermit L. Hall hingegen kritisiert The Presidency of James Buchanan, es würde das historische Verständnis von Buchanan nicht weitern. Richard B. Latner sieht zwar geringere Ähnlichkeiten zwischen Taylor und Fillmore, allerdings beinhaltet The Presidencies of Zachary Taylor and Millard Fillmore trotzdem ein gutes Argument. Jörg Nagler bezeichnet The Presidencies of Zachary Taylor and Millard Fillmore als lesenswert.
Smiths 1980 veröffentlichtes Francis Preston Blair ist eine Biografie vom Journalisten Francis Preston Blair, der Andrew Jackson unterstützte. Ari Hoogenboom und Olive Hoogenboom loben das Buch dafür, dass Smith die Ära durch die Augen von Blair sehen kann. Sie sehen seine Interpretation der Krise um Fort Sumter kritisch. James F. Hopkins bezeichnet das Buch als einen wichtigen Beitrag für die Historiografie des Themas. Robert V. Remini hingegen sieht Francis Preston Blair, trotz der Fülle an Informationen und der guten Darstellung, kritischer: Smith würde viele Ereignisse, in denen Blair involviert war, nur wenig darstellen. So fehle eine genauere Beschreibung der Macht, die Blairs Journalismus über die Demokratische Partei besaß. Edward Pessen sieht das Buch positiv.

## Veröffentlichungen (Auswahl)
- Magnificent Missourian: The Life of Thomas Hart Benton J. B. Lippincott Company, Philadelphia 1958, ISBN 9780837169330
  - Magnificent Missourian: The Life of Thomas Hart Benton Neuauflage der Erstausgabe von 1958. Textbook Publishers, 2003, ISBN 9780758197764
- The Death of Slavery: The United States, 1837–65 (= The Chicago History of American Civilization) University of Chicago Press, Chicago 1967
- The Presidency of James Buchanan (= American Presidency Series) University Press of Kansas, Lawrence 1975, ISBN 9780700601325
- Francis Preston Blair Free Press, New York 1980
- The Presidencies of Zachary Taylor and Millard Fillmore (= American Presidency Series) University Press of Kansas, Lawrence 1988, ISBN 9780700603626
- President Zachary Taylor: The Hero President